# Dell Prairie
Dell Prairie város az USA Wisconsin államában, Adams megyében. Lakosainak száma 1631 fő (2020. április 1.).

## Népesség
A település népességének változása:

| 2010 | 1 590 |
| 2020 | 1 631 |